# Atomic Rooster
Atomic Rooster est un groupe britannique de rock. Il est d'abord actif de 1969 à 1975, puis de 1980 jusqu'en 1983. Le groupe revient en 2016 avec la permission de la veuve du claviériste Vincent Crane mort en 1989.

## Historique

### Première phase (1969–1975)
C'est en 1969 que Vincent Crane (claviers) et Carl Palmer (batterie), membres du Crazy World of Arthur Brown décident de quitter ce groupe pour fonder Atomic Rooster. Ils sont rejoints en 1970 par le bassiste Nick Graham.
Au début de 1970 sort le premier album Atomic Roooster (avec 3 « o ») qui obtient un succès commercial relatif mais étonnant. À peine l'album sorti, Nick Graham quitte le groupe et est remplacé par John du Cann, guitariste d'Andromeda. Nick Graham aura été le seul bassiste de l'histoire du groupe.
En juin 1970, Carl Palmer quitte le groupe et s'en va former Emerson, Lake and Palmer. Il est remplacé par Paul Hammond et le deuxième album, Death Walks Behind You qui sort en septembre 1970, ne compte déjà plus que Vincent Crane comme membre original.
Pour la sortie du troisième album, In Hearing of Atomic Rooster en 1971, le trio s'adjoint un chanteur, Peter French, qui rejoindra quelques mois plus tard Cactus. À la fin 1971 John Du Cann et Paul Hammond quittent eux aussi Atomic Rooster pour former Hard Stuff.
En 1972, c'est un nouveau groupe qui enregistre le quatrième album Made in England. Le groupe est alors composé, en plus de Vincent Crane, de Chris Farlowe (chant), Steve Bolton (guitare) et Ric Parnell (batterie).
À la fin de cette année-là, Steve Bolton quitte le groupe et est remplacé par le futur Brand X John Goodsall (sous le pseudonyme de John Mandala). Cette dernière formation enregistre en 1973 le cinquième album Nice 'n' Greasy.
À la fin de 1974, Vincent Crane se sépare une nouvelle fois de ses musiciens et décide de mettre fin au groupe en février 1975.

### Deuxième phase (1980–1983)
En 1980, Vincent Crane et John Du Cann décident de reformer Atomic Rooster. Ils s'adjoignent le batteur Preston Heyman et enregistrent l'album Atomic Rooster qui sort la même année. Peu de temps après la sortie de l'album, Preston Heyman est remplacé par le revenant Paul Hammond.
En 1981, John du Cann quitte définitivement le groupe et est remplacé par Bernie Tormé. Headline News sort en 1983 avec David Gilmour comme guitariste invité.
Vincent Crane dissout définitivement le groupe en 1984. Il meurt d'une overdose de médicaments le 14 février 1989. Cette deuxième phase est funeste puisque Paul Hammond meurt en 1992 d'une overdose de drogue, John du Cann décéde le 21 septembre 2011 d'une crise cardiaque et Bernie Tormé, son remplaçant, meurt le 17 mars 2019, d'une double pneumonie.

### Retour (depuis 2016)
En 2016, une nouvelle formation d'Atomic Rooster se met en place avec l'accord de la veuve de Vincent Crane. Le premier concert se passe à Clitheroe, Lancashire, le 14 juillet 2016. La formation comprend Pete French, Steve Bolton, le claviériste Christian Madden, le bassiste Shug Millidge, et le batteur Bo Walsh.
En 2017, Madden est remplacé par Adrian Gautrey. À la fin 2017, le groupe publie l'album Sleeping For Years: The Studio Recordings ’70-’74, qui comprend des chansons enregistrées entre 1970 et 1974.
En mars 2018 sort leur album live Live at the BBC et le groupe joue avec Animal and Friends en Italie au Roi Music Hall de Turin.

## Membres

### Membres actuels
- Pete French – chant (1971, depuis 2016)
- Steve Bolton – guitare (1971–1972, depuis 2016)
- Adrian Gautrey – claviers (depuis 2017)
- Shug Millidge – basse (depuis 2016)
- Bo Walsh – batterie (depuis 2016)

### Anciens membres
- Vincent Crane (†) - claviers : orgue, piano, synthétiseurs (1969–1975, 1980–1983), mort le 14 février 1989
- Nick Graham - chant, basse (1969-1970)
- Carl Palmer - batterie (1969-1970)
- John du Cann (†) - chant, guitare (1970-1971, 1980-1982), mort le 21 septembre 2011
- Paul Hammond - batterie (1970-1971, 1981-1983), mort en 1992
- Chris Farlowe - chant (1972-1974)
- Ric Parnell (†) - batterie (1970, 1971-1974)
- John Mandala - guitare (1972-1974) - qui a ensuite formé Brand X sous son vrai nom John Goodsall
- Preston Heyman - batterie (1980)
- Ginger Baker (†) - batterie (1980), mort le 6 octobre 2019
- Bernie Tormé (†) - guitare (1983), mort le 17 mars 2019
- John Mizarolli - guitare (1983)

## Discographie

### Albums studio
- 1970 : Atomic Roooster - Avec Carl Palmer.
- 1970 : Death Walks Behind You
- 1971 : In Hearing of Atomic Rooster
- 1972 : Made in England
- 1973 : Nice 'n' Greasy
- 1980 : Atomic Rooster
- 1983 : Headline News - Avec David Gilmour.

### Albums live
- 1993 : BBC Radio 1 Live in Concert 1972
- 1998 : Devil's Answer 1970-81 BBC Radio sessions
- 2000 : Live and Raw 70/71
- 2000 : Live in Germany 1983
- 2002 : Live at the Marquee 1980
- 2011 : Performance - Enregistré en 1972.
- 2018 : Live At Paris Theatre - Mini album de 4 chansons live avec Carl Palmer et John Du Cann. Enregistré en direct en 1970 au Paris Theatre, Londres par John Du Cann. Cet album a une grande importance historique car il contient les seuls enregistrements live de la première formation du groupe Atomic Rooster avec Carl Palmer à la batterie.
- 2018 : On Air - Live At The BBC & Other Transmissions - Triple album 2 CD + 1 DVD.

### Compilations
- 1973 : Assortment
- 1977 : Home to Roost
- 1989 : The Devil Hits Back
- 1991 : Space Cowboy
- 1992 : The Best of Atomic Rooster Volumes 1 & 2
- 1997 : In Satan's Name: The Definitive Collection
- 1999 : The First 10 Explosive Years
- 2000 : Rarities
- 2001 : The First 10 Explosive Years Volume 2
- 2001 : Heavy Soul
- 2002 : The Ultimate Chicken Meltdown
- 2007 : Devil's Answer - Rooster's Greatest
- 2008 : Homework
- 2008 : Close Your Eyes: A Collection 1965-1986
- 2009 : Anthology 1969-81
- 2017 : Sleeping For Years: The Studio Recordings ’70-’74

### Coffret
- 2001 : Resurrection - Coffret 3 CD Distribué en Italie Exclusivement.
- 2006 : Devil's Answer: The Singles Collection - 6 CD Distribué en Italie Exclusivement.

### DVD
- 2003 : Masters from the Vaults
- 2004 : The Ultimate Anthology
- 2011 : The Lost Broadcasts
- ???? : Atomic Rooster, Curved Air - Live 1972 - Date de parution inconnue.

### Vincent Crane

#### Solo
- 1997 : Taro/Rota avec Arthur Brown

#### Collaborations
- 1971 : Rory Gallagher de Rory Gallagher - Vincent Crane joue du piano sur deux chansons
- 1979 : Faster Than The Speed Of Light Arthur Brown / Vincent Crane - Avec Clifford Venner à la batterie et le Frankfurt Radio Symphony Orchestra.
- 1979 : Time Actor de Richard Wahnfried, pseudonyme de Klaus Schulze, avec Arthur Brown, Michael Shrieve, etc.
- 1985 : A Case for the Blues de Peter Green's Katmandou - Vincent Crane aux claviers.
- 1985 : Don't Stand Me Down de Dexys Midnight Runners - Vincent Crane au piano.

#### Compilation
- 2008 : Close Your Eyes: A Collection 1965-1986